# Jalmari Kivenheimo
Jalmari Kivenheimo, née le 25 septembre 1889 à Tuusula et mort le 29 octobre 1994 à Mikkeli, est un gymnaste artistique finlandais.

## Carrière
Jalmari Kivenheimo remporte la médaille d'argent du concours général par équipes en système libre aux Jeux olympiques d'été de 1912 à Stockholm.